# Принц Сьотоку
При́нц Шьото́ку (яп. 聖徳太子, しょうとくたいし, МФА: [ɕoːtoku tai̯ɕi]; 7 лютого 574 — 8 квітня 622) — японський державний і політичний діяч періоду Асука. Син Імператора Йомея, небіж Імператора-жінки Суйко. Спадкоємець трону і регент за правління Імператора-жінки Суйко (15 травня 593 — 8 квітня 622). Провів реформу японського суспільно-політичного устрою за цивілізованими, на той час, китайськими зразками. Встановив дипломатичні відносини з Китаєм, активно поширював в країні буддизм. Ймовірний автор системи 12 чиновницьких рангів і першої японської «Конституції 17 статей». Фундатор одних з найстаріших буддистських комплексів у Японії — монастирів Хорю та Шітенно. За внесок у розвиток буддизму і державотворення вшановується в усіх буддистських сектах Японії та Імператорському дворі. Прижиттєве ім'я — при́нц Умая́до (яп. 厩戸皇子, うまやどおうじ).

## Біографія
Шьотоку був сином імператора Йомея (585—587). Його мати, імператриця Анахобе-но Хашіхіто-но хімеміко, походила з переселенців з континенту. Батьки Шьотоку були дітьми покійного імператора Кіммея (509—571) від різних дружин. Аби уникнути війни за престол між принцом Шьотоку і його двома братами, трон посіла імператриця Суйко (554—628), а Шьотоку було назначено регентом. Імператриця була його тіткою і тещею водночас, оскільки принц одружився з її донькою Удодоно Кайдако.
Згідно з «Анналами Японії» (720) Шьотоку вдалося створити централізований уряд. 603 року він встановив дванадцять чиновницьких рангів при дворі, а 604 року, на основі буддистського вчення, розробив так звану «Конституцію Сімнадцяти статей» — правила для державних службовців. 607 року Шьотоку відправив посольство на чолі з Оно но Імоко до китайської династії Суй, бажаючи зав'язати рівноправні відносини.
Шьотоку сприяв поширенню буддизму в Японії. За його наказами були зведені монастир Шітенно в районі Наніви, на території сучасного міста Осака, та монастир Хорю в районі Ямато, поблизу сучасного міста Нара. Принц першим вжив назву «Японія» (日出 «Хіномото», пізніше 日本 «Ніппон») для означення власної країни у дипломатичній кориспонденції. У листі до китайського імператора Ян-ді, він писав:т «Імператор країни, де сонце сходить (日出), шле послання до імператора країни, де сонце заходить».
Нащадки принца Шьотоку, на чолі з його сином принцом-спадкоємцем Ямашіро, були знищенні родом диктаторів Соґа.

## Імена

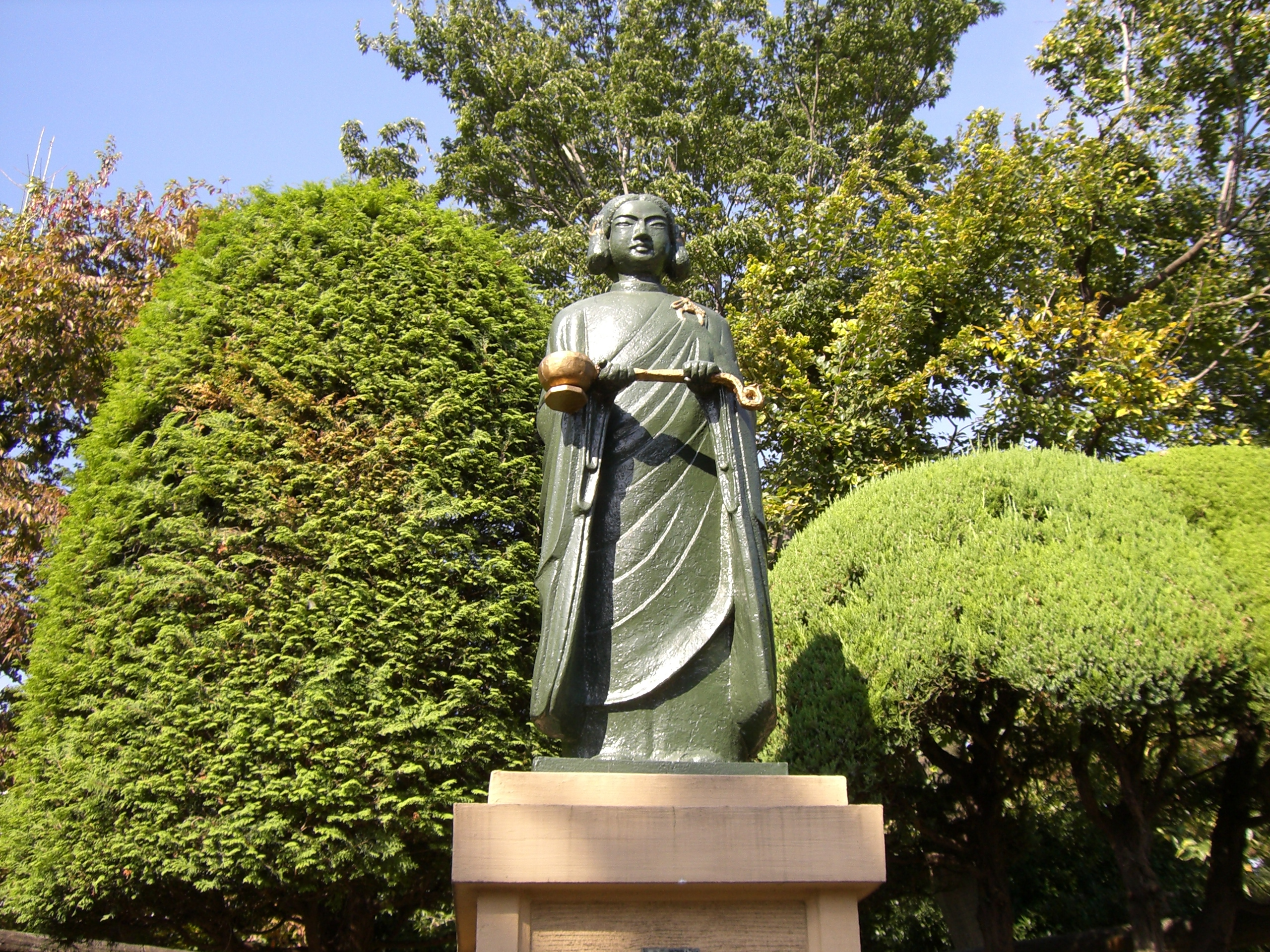
Пам'ятник принцу Шьотоку в монастирі Арай-Якуші, Токіо

Шьотоку відомий під різними іменами і титулами. Його справжнє ім'я «Умаядо» (厩戸皇子, «принц з конюшні»), яке походить від місця народження — конюшні. Принц також знаний як:
- Тойосатомімі (豊聡耳)
- принц Каміцумія (上宮王).

У «Записах про справи давнини» його ім'я записане як:
- Каміцумія-но Умаядо-но Тойосатомімі-но мікото (上宮之厩戸豊聡耳命).

У «Анналах Японії» його називають:
- Тойосатомімі-но Шьотоку (豊耳聡聖徳)
- принц Тойосатомімі-но Ходайо (豊聡(耳法大王)
- принц Хошю (法主王).

Найбільш широковживане ім'я — Принц Шьотоку — вперше з'явилося у поетичній збірці «Кайфусо» 751 року, через століття по його смерті.

## У культурі

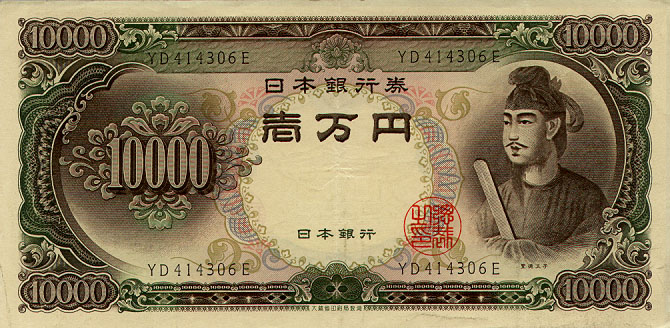
Банкнота номіналом 10 тисяч єн з портретом принца

- Портрети принца Шьотоку прикрашали старі японські банкноти номіналом у 10.000, 5.000, 1.000 і 100 єн.
- Імператора Сакураматі називали перевтіленням принца Шьотоку за реставрацію придворного життя та заслуги в поезії.